# 20 Pułk Artylerii Przeciwpancernej (LWP)
20 pułk artylerii przeciwpancernej (20 pappanc) – oddział artylerii przeciwpancernej ludowego Wojska Polskiego.

## Formowanie i zmiany organizacyjne
20 pułk artylerii przeciwpancernej sformowany został we wsi Czerwone k. Sum na Ukrainie na podstawie rozkazu nr 05/OU dowódcy 1 Armii Polskiej w ZSRR z 7 maja 1944, w składzie 4 Brygady Artylerii Przeciwpancernej.
Działania bojowe rozpoczął na przyczółku warecko-magnuszewskim. Walczył na Wale Pomorskim pod Mirosławcem i Nadarzycami. Nad Odrą wspierał ogniem piechotę pod Dannenbergiem i Trampo. Szlak bojowy pułk zakończył 8 maja 1945 pod Nauen na północ od Berlina<.
Postanowieniem Rady Najwyższej ZSRR został odznaczony Orderem Aleksandra Newskiego.
20 lipca 1945 r. oddział przybył do garnizonu Pszczyna. 18 października tego roku został rozformowany.
30 września 1967 stacjonujący w Pleszewie 156 pułk artylerii przeciwpancernej przyjął dziedzictwo tradycji i historyczną nazwę „20 pułk artylerii przeciwpancernej”, a dzień 15 sierpnia ustanowiony został świętem pułku.

## Dowództwo pułku
- dowódca – ppłk Piotr Posławski (1944–1945)
- zastępca do spraw polityczno-wychowawczych – por. Falber
- szef sztabu – kpt. Ignacy Bogdanowski

## Marsze i działania bojowe
|  |  |  |

|  |  |  |

## Sprzęt
|  |  |